# オレガノ
オレガノ（英: oregano、学名: Origanum vulgare）は、ヨーロッパの地中海沿岸を原産とするシソ科ハナハッカ属の多年草である。和名はハナハッカ（花薄荷）という。別名でワイルド・マジョラムやコモン・マージョラムとも呼ばれ、近縁種のマジョラム（スイート・マージョラム、和名：マヨラナ）に似ている。イタリア料理でよく使われるハーブで、クセのある香りは肉やチーズ、トマトとの相性が良い。オレガノに含まれる精油には薬効があり、飲用、香味料、ポプリ、ドライフラワーなどにも利用される。
Origanum vulgare リンネの『植物の種』(1753年) で記載された植物の一つである。

## 名称
広義には、O. compactumやO. majorum、観賞用のO. rotundifolium、O. pulchellum、種間雑種などハナハッカ属（Origanum属）全般を指す。
属名の Origanum はギリシャ語で「山の喜び」を意味する。別名のワイルドマジョラムという名が示すように、マジョラムよりも野性的で、性質も丈夫である。和名ハナハッカは、初夏に淡紅紫色の小花を半球状に咲かせて目立つことから命名された。また中国植物名では、「牛至」（ギュウシ）、「野薄荷」。
植物そのものよりも、発する香りをオレガノと呼称することが多い。

## 分布・生育地
地中海沿岸が原産だと考えられている。ヨーロッパから南西アジア、ヒマラヤ、中国、台湾にまで分布する。大半は地中海沿岸地域で育ち、アメリカ北東部にも自生する。日当たりのよい岩だらけの土地や、荒れた野原や林の縁に自生し、耐寒性に富む。日本には江戸時代末期に渡来したが、野生ではほとんど自生していない。
香辛料にし、また観賞用のために栽培されることもあり、栽培地はギリシア、トルコ、イタリア、フランス、ポルトガルなど地中海沿岸のほか、メキシコ、ドミニカなど北米でも広く栽培されている。

## 特徴

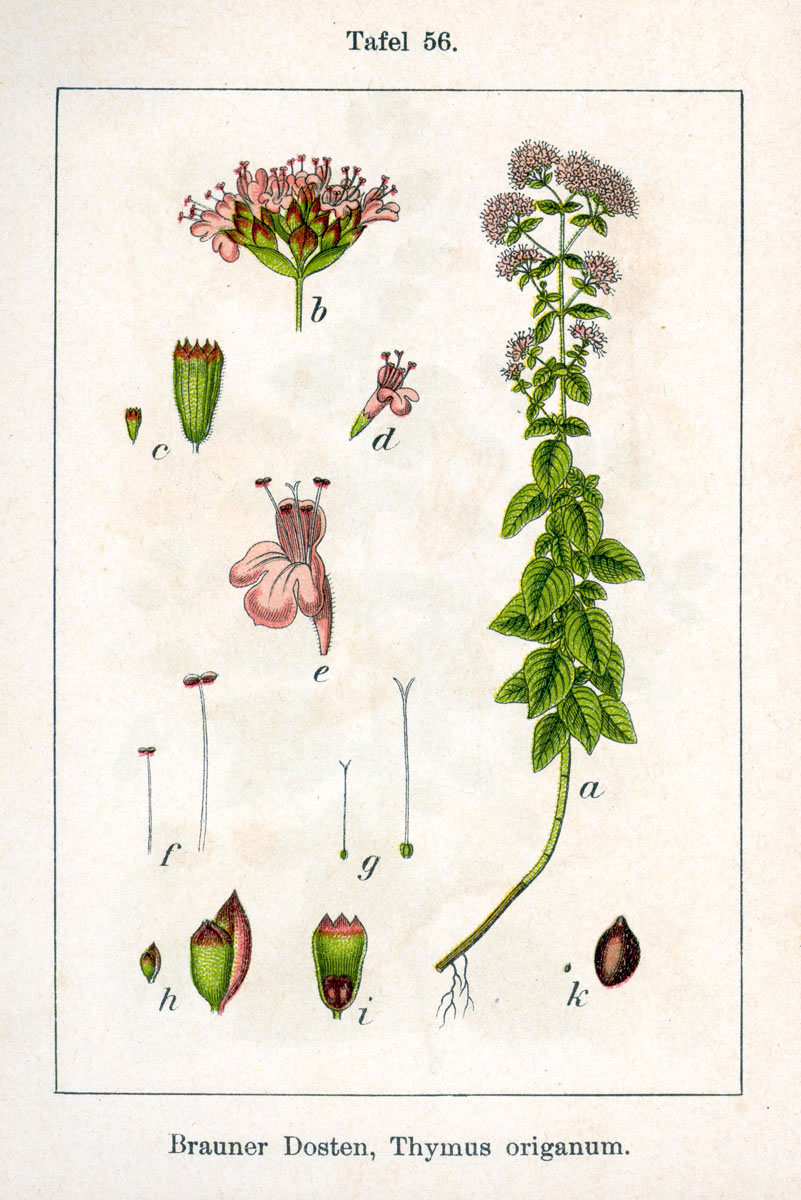
オレガノ（Origanum vulgare）のイラスト

多年草。種子から発芽して2年目に、高さは30 - 80センチメートル (cm) になる。茎は、四角く多少地ぎわを這って根元から密に直立または斜上し、よく枝分かれして、かつ短毛が生えて毛深い。葉は対生し、概ね濃緑色から紫紅色の小さな卵形で、長さ1.5 cm、表面が滑らかなものと毛が生えたものに分かれる。
花期は夏から秋（7 - 10月）で、枝分かれした花茎の先端に傘状になって、直径4 - 7ミリメートル (mm) の紫を帯びた淡紅色の花を多数咲かせる。花色は多くの品種ではピンクだが、一部の品種では白色から紫紅色まで変化に富む。生育には、やや乾燥気味の気候が適する。
ハナハッカ属の中では最も認知度の高い種で、精油の成分の1つにカルバクロールという化合物があり、樟脳に似た特有の香りを発する。マジョラム（スイート・マジョラム）によく似た香りや風味を持つが、オレガノのほうが強い。生育する地方によって、芳香や草姿に変化がある。

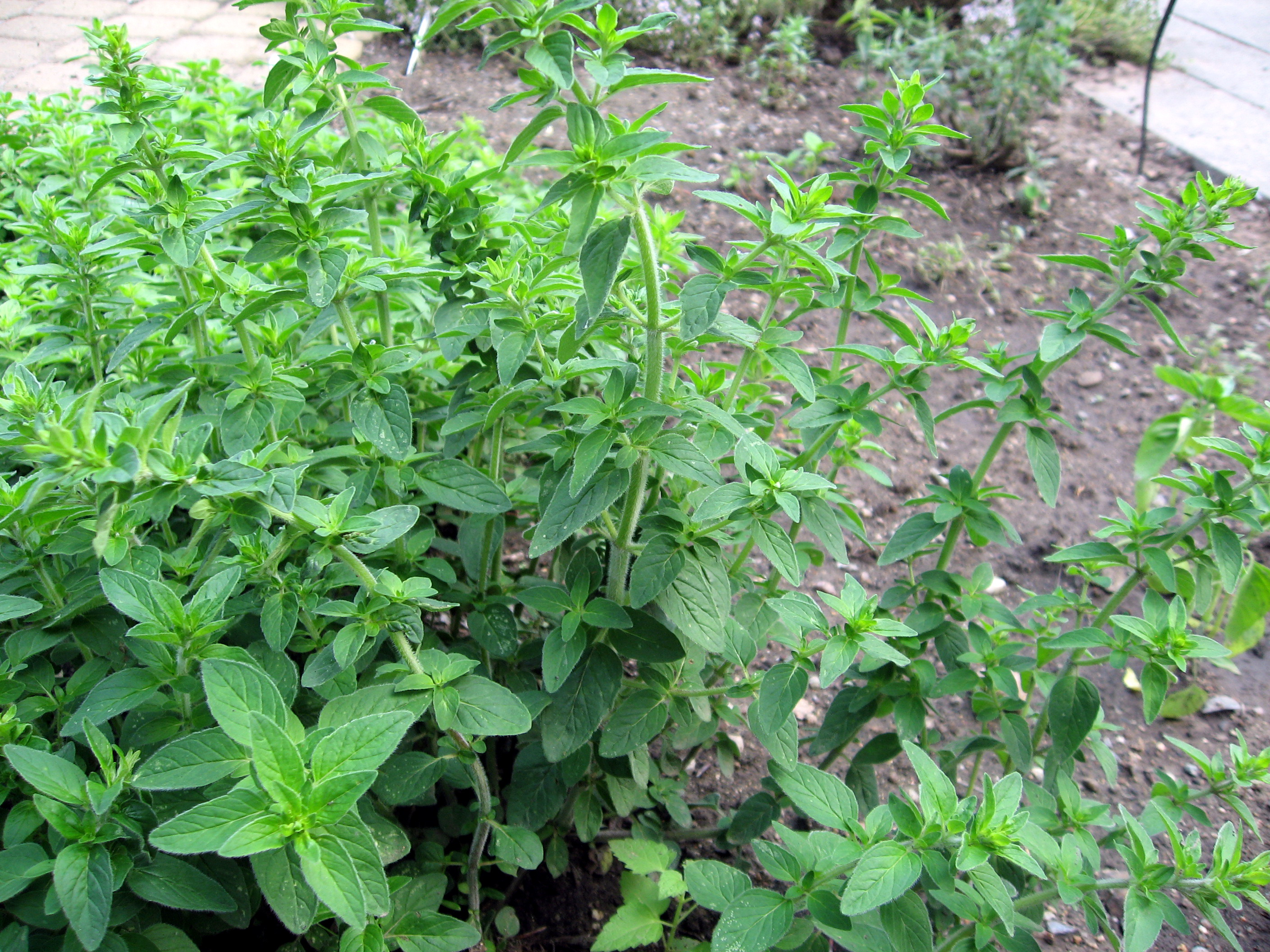
茎は枝分かれし、密になって立ち上がる。
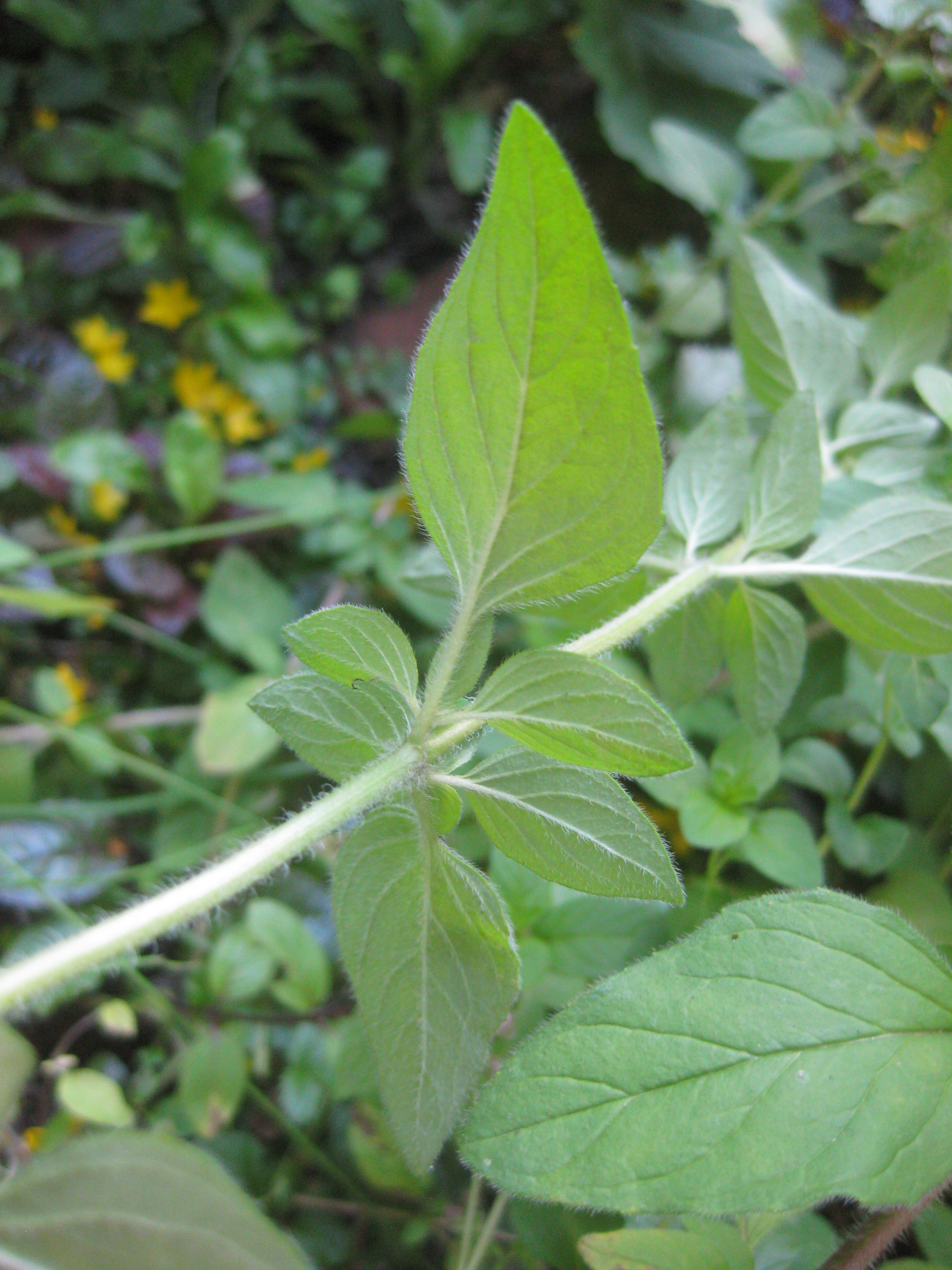
茎は細かい毛がびっしりと生える。
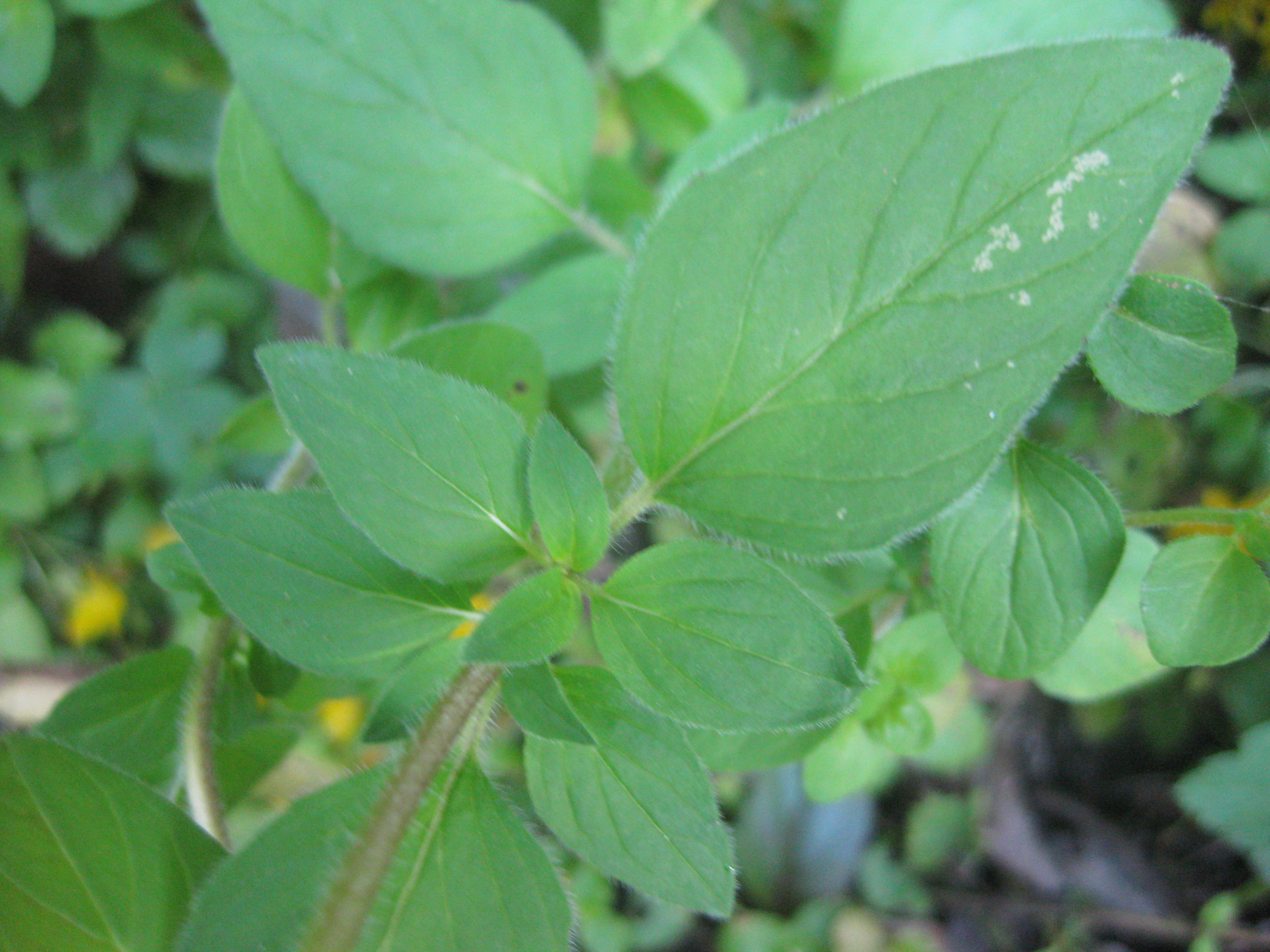
葉は小さく、細かい毛が生えている。
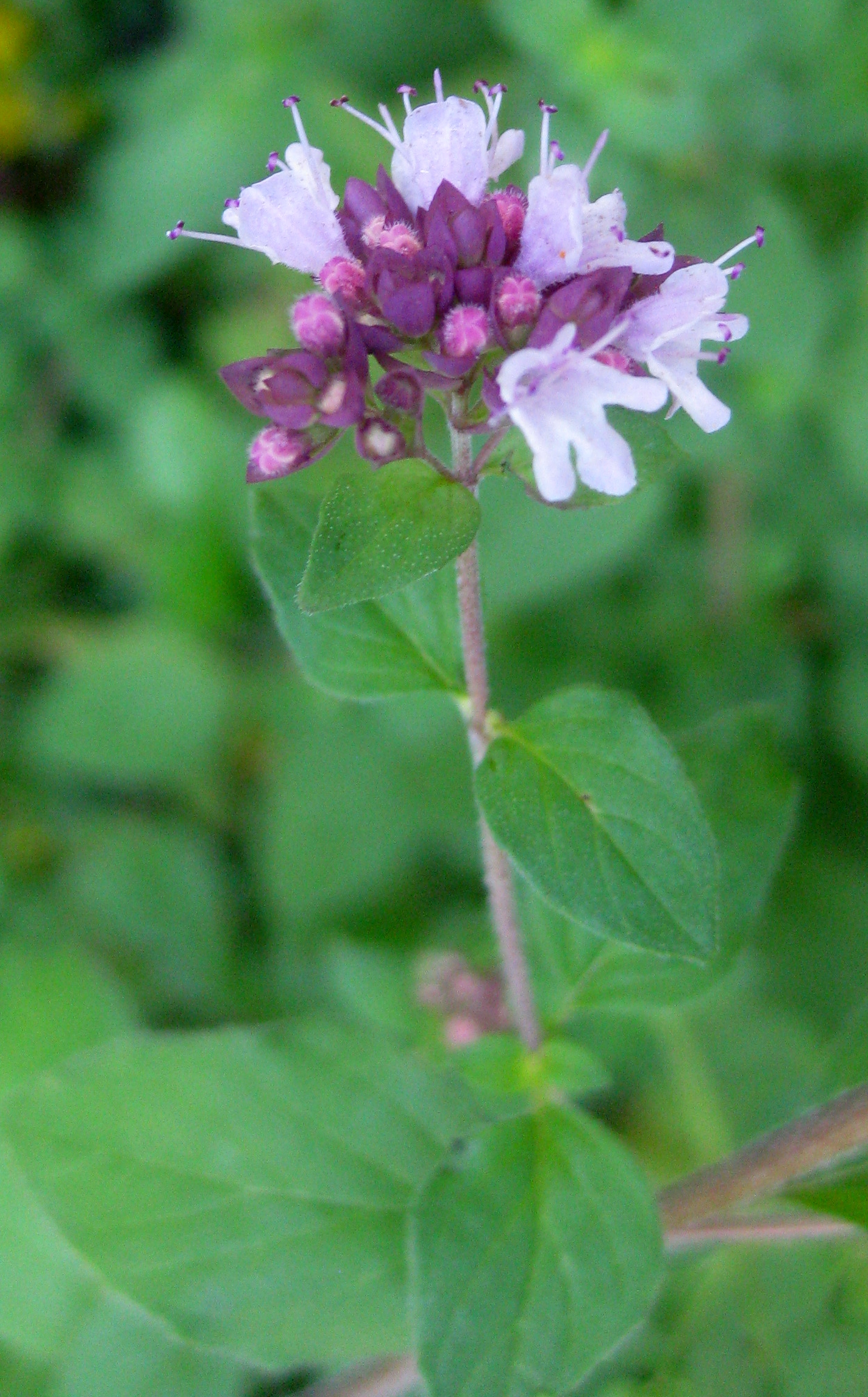
花は茎の先端に傘状になって淡紅色の小花を密に付ける。

## 栽培
耐寒性があり、日当たりと乾燥を好む性質があり、高温多湿を嫌う。長雨で蒸れると株が弱り、根元から枯れる場合がある。種蒔きは春蒔きは4 - 5月頃、秋蒔きは9 - 10月頃が適期で、種子が隠れる位の土をかけて水やりすると、発芽する。発芽後に間引きを行って株を作り、本葉が6 - 8枚ぐらいになったときに、排水性の良い土に株の間隔を十分にあけて定植が行われる。定植後は日当たりの良い環境で育て、土が乾かない程度に水やりする。施肥は行わなくても日当たりが十分あれば、やや痩せた土地でも育つ。繁殖は4 - 5月頃に株分けするか、6 - 7月頃に挿し芽でも容易に増やせる。
湿度が高い環境下で茎葉が茂りすぎていると、蒸れて枯死してしまうことがあることから、枝や株元の風通しがよくなるように刈り込んでやる必要がある。また肥料は少なめにしないと、細菌性あるいはカビによる斑点病（葉に黒い斑点が出る病気）が誘発される場合がある。日照不足や長雨、肥料過多でも香りは薄れていってしまう。
収穫は、1年後は葉を摘む程度に留めて、2年目からは茎の3分の1を残して刈り取り、風通しのよいところで陰干して利用される。

### 園芸種
基本種オレガノ（ワイルドマジョラム）の他、いくつかの園芸品種があり、葉が黄色いゴールデンオレガノ、斑入り葉のカントリークリームオレガノがある。
- ゴールデンオレガノ（O. vulgare ‘Aureum’、別名：ゴールデンマジョラム）
葉が黄緑色で葉縁が黄色くなる品種で、濃い紫色の花を咲かせるが花は咲きにくい[4]。料理の香りづけにも利用されるが、観賞用としてアレンジメントに使われ人気が高い[13]。
- オルガノ ‘コンパクトマジョラム’（O. vulgare ‘Compactum’）
濃緑色の葉を持つ矮性の品種で、やや甘い香りを持つ[4]。
- カントリークリームオレガノ（O. vulgare ‘Polyphant’）
葉の縁に白黄色の斑が入る園芸品種で、ピンク色の花を咲かせる。草姿は小型であることから、寄せ植えや花壇の縁取りなどにも植えられる[13]。
- オレガノ ‘ケント・ビューティー’（Origanum ‘Kent Beauty’）
オ・スカプルムとオ・ロンデフィルウムの交配させた、観賞用の園芸品種。淡緑色の花をやや下向きに咲かせる。高温多湿を嫌う性質をもつ[13]。
- イタリアンオレガノ（Oreganum × majoricum、別名：イタリアンマジョラム）
オレガノ（ワイルドマジョラム）とマジョラム（スイートマジョラム）の交配種。マジョラムに似た姿で半耐寒性があり、白花を咲かせる[13]。

## 利用
古代ローマの時代から薬用、調味料・香辛料として使われ、最近では主に観賞用園芸植物としても好まれる。花はドライフラワー、ポプリの材料として利用され、切り花や花壇にも使われる。暑くて乾燥した気候で生育したものほど、よい風味が出ると言われている。
花がついた茎葉には、精油0.2 - 0.4%（チモール、カルバクロールなど）を含む。昔のイギリスでは、腹部を温め、吐き気や船酔いに効果があるとして、オレガノ茶として愛飲されていた。オレガノを材料とした茶は消化の促進を助けると考えられ、古くは薬屋の棚に陳列されていることも多かった。

### 香辛料

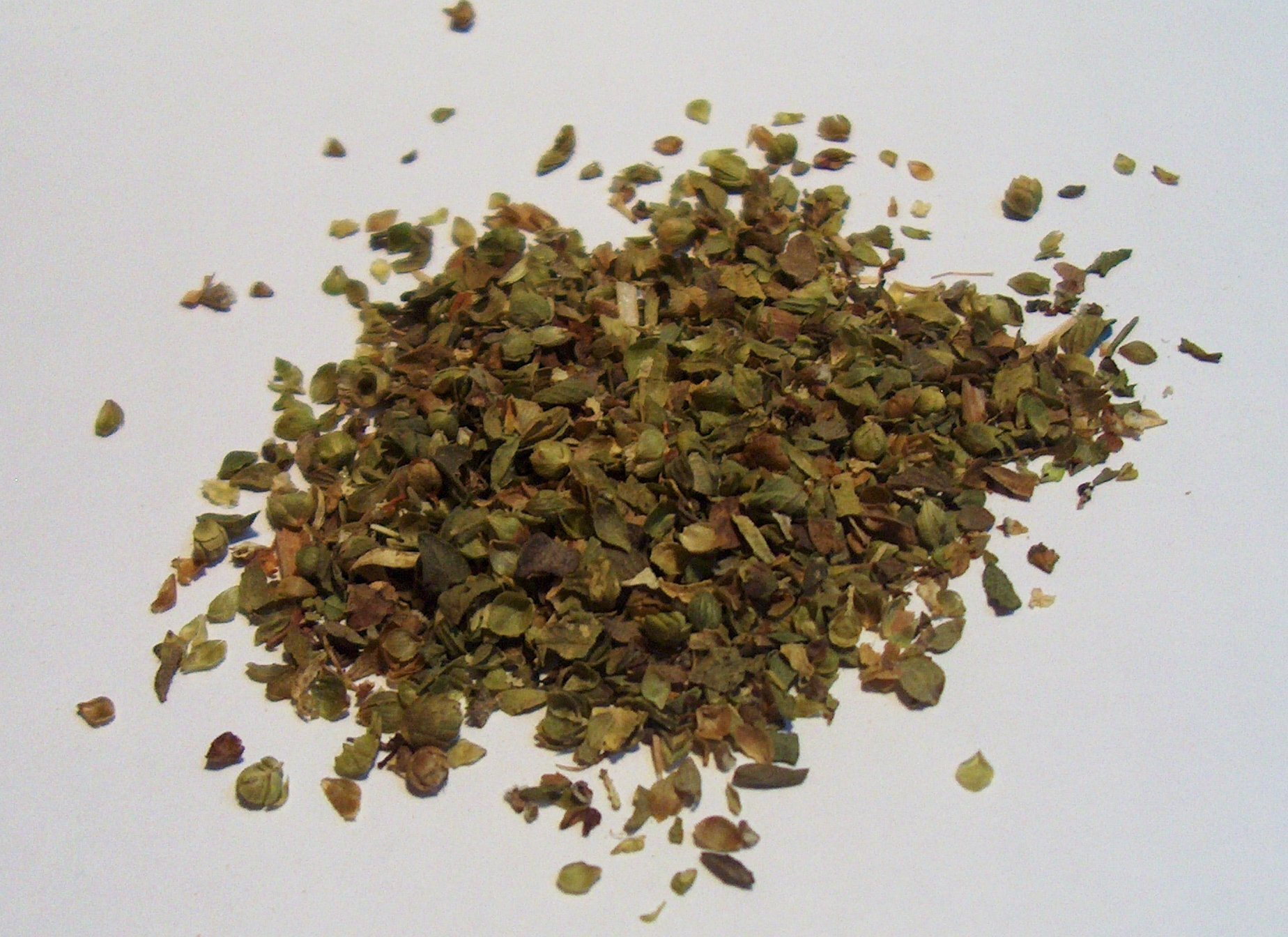
オレガノ・スパイス（乾燥品）

薄めで丸みを帯びた葉をこすると、ミントのような清涼感のある強い芳香と、バランスの良い甘味・辛味・ほろ苦味があるのが特徴である。生もしくは乾燥させたものを香辛料として、肉や魚の臭み消しに活用され、肉料理やトマト料理などの風味づけに使われる。生葉よりも、乾燥させた葉のほうが青臭みがなくなってよい香りが立ち、ドライで使われることがふつうである。フレッシュ（生葉）も繊細な風味を楽しむことができ、大型スーパーなどに流通している。生葉は刻んで、オムレツやスープに加えて、香りを楽しむといった使われ方もされ、香りを生かすために料理の仕上がりの直前に加えられる。生葉の主な旬は5 - 10月で、葉の先端までハリがあって濃い緑色のものが良品といわれている。
清涼感ある香りの元となる精油成分は、主にチモールやオリガネンが含まれており、消化を助ける働きや殺菌、鎮静、血液の浄化作用などがあるといわれている。
主にイタリア料理をはじめ、スペイン料理、ギリシア料理、メキシコ料理、アメリカ料理、トルコ料理などで香辛料として使われており、肉やチーズ、トマトとの相性が良い。トマトソース、ミートソース、ラタトゥイユ、肉の煮込み料理など、合わせる料理を選ばず、オリーブオイルや脂身のある肉料理に合わせると、油っぽさを和らげる効果も期待できる。ドレッシングに加えたり、バジルのようにペーストにしてもよい。枝ごとオイルに漬け込めば、肉や魚料理などの風味付けにも利用できる。オレガノと相性のよい他のハーブに、ローズマリー、バジル、タイムなどが挙げられている。
メキシコ料理によく使われるチリパウダーや、イタリア料理のピッツァに使われるピザソースの原料としても欠かせないスパイスであり、アメリカのテクス・メクス料理のチリビーンズ、チリコンカンにも欠かせない存在である。俗にピザスパイスと呼ばれる物は、オレガノが主成分であることが多い。スウェーデン山地の農民が、酸味を防ぎ、アルコール度数を高める為に、エールにオレガノを添加したという記述が、ジョン・ライトフットの手記に記されている。
食後のハーブティーとしても飲まれる。小さじ1杯ほどのドライ品に湯を注いで、しばらく蒸らしたあとにカップに注いで飲むと、消化を助け、口内もさっぱりとする。

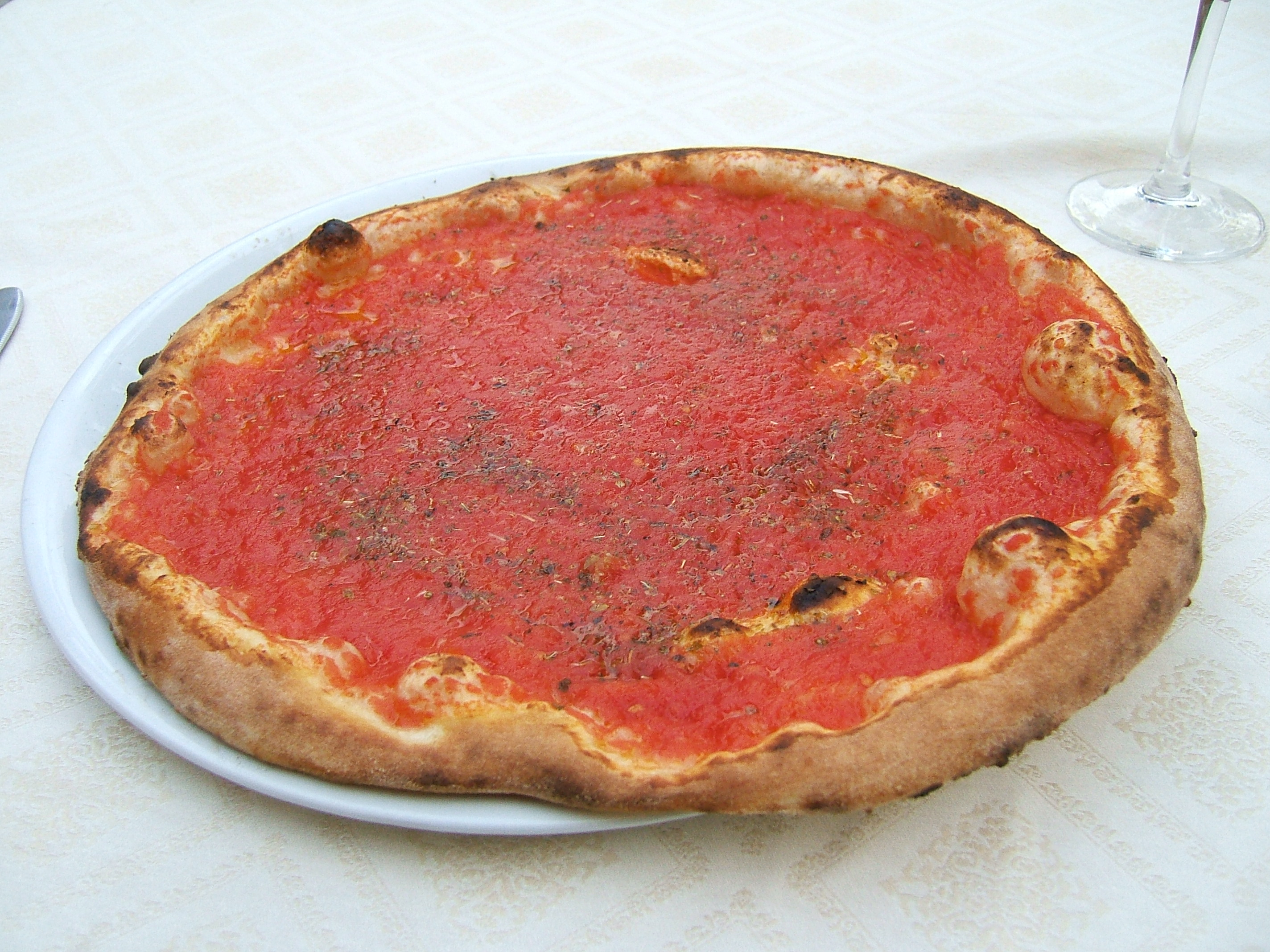
ピッツア・マリナーラ のトマトソースはオレガノが使われる
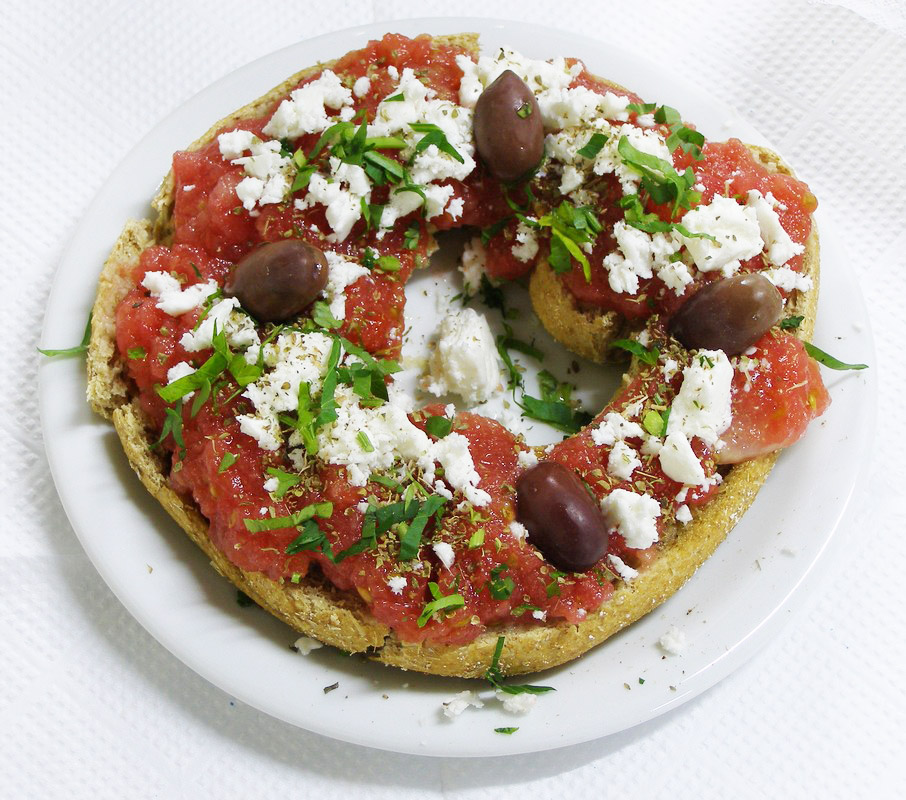
オレガノで味付けされたギリシア料理ダコス

### 薬用
精油成分は、かぜや気管支炎、頭痛、生理痛、疲労倦怠感の回復に役立つともいわれている。
生薬名はオレガノ、または土香薷（どこうじゅ）という。民間薬として、駆風薬、神経性の頭痛薬として利用される他、防腐、強壮、健胃、整腸、精神安定、生理痛や、風邪、インフルエンザなど呼吸器系治療薬として用いられた。妊娠中の妊婦への服用は禁忌とされている。現在は、薬用として用いられる事はほとんどない。浴湯料として用いれば、血行を改善し、冷え症、肌荒れ防止に役立つと考えられている。
かつて、オレガノはデザイナーフーズ計画のピラミッドで3群に属しており、3群の中でも、ハッカ、キュウリ、タイム、アサツキと共に3群の中位に属するが、癌予防効果のある食材であると位置づけられていた。